# 胜泉乡
胜泉乡，是中华人民共和国四川省乐山市井研县曾经下辖的一个乡。2019年12月，撤消胜泉乡，将其所属行政区域划归竹园镇管辖。 

## 行政区划
胜泉乡撤销前下辖以下地区：
胜泉街社区、胜泉村、川山洞村、石民村和竹林村。